# (13843) Cowenbrown
(13843) Cowenbrown (1999 XQ34) – planetoida z grupy pasa głównego asteroid okrążająca Słońce w ciągu 3,32 lat w średniej odległości 2,22 j.a. Odkryta 6 grudnia 1999 roku.